# John Dupré
John A. Dupré (* 1952) ist ein britischer Philosoph. Dupré unterrichtete bis 1996 an der Stanford University, bevor er als Professor für Philosophie und Wissenschaftstheorie an die University of Exeter wechselte. Dort ist er Direktor des „Center for Genomics in Society“. Duprés Hauptarbeitsgebiet liegt in der Wissenschaftstheorie der Biologie.
Dupré wird zusammen mit Nancy Cartwright, Ian Hacking und Patrick Suppes der Stanford-Schule in der Wissenschaftstheorie zugerechnet. Diese eint der kritische Umgang mit dem reduktionistischen Ideal der Einheitswissenschaft.

## Pluralistische Metaphysik
Dupré setzt dem Reduktionismus der klassischen Wissenschaftstheorie eine pluralistische Position entgegen. Dieser Reduktionismus ist durch die Idee der Einheitswissenschaft geprägt. So soll die Psychologie im Prinzip auf die (Neuro-)Biologie, die Biologie auf die Chemie und die Chemie auf die Physik reduziert werden können. Da Reduktionsbeziehungen als transitiv angesehen werden, soll letztlich alles auf die Physik zurückzuführen sein können.
Dieser Konzeption setzt Dupré einen Pluralismus entgegen, der besagt, dass die Einzelwissenschaften sich nicht aufeinander reduzieren ließen, was nicht an mangelnden Kenntnissen liege, sondern an der nach Dupré nicht zurückführbaren pluralistischen Struktur der Welt. Dupré's spätere Arbeiten entwickeln eine Prozessphilosophie und -ontologie der Biologie.

## Determinismus
Ein klassisches Argument für den Reduktionismus bezieht sich auf der Vorstellung von Kausalität. Für jedes Ereignis gibt es danach eine hinreichende physikalische Ursache. Wenn nun die psychologischen oder biologischen Gegebenheiten auf die physikalischen Gegebenheiten nicht zurückführbar sind und die physikalischen Gegebenheiten schon alle kausale Arbeit getan haben, so scheinen die psychologischen oder biologischen Gegebenheiten ursächlich wirkungslos zu sein. In der Philosophie des Geistes wird dieses Problem unter dem Namen „mentale Verursachung“ diskutiert.
Dupré versucht diesem Problem zu entgehen, indem er den Determinismus ablehnt. Er lehnt die Prämisse ab, dass es für jedes Ereignis eine hinreichende physikalische Ursache gibt. Dem Determinismus setzt Dupré die Konzeption von indeterministischer, probabilistischer Kausalität entgegen. Diese Ideen sind maßgeblich von Nancy Cartwright beeinflusst; ähnliche Positionen vertritt auch der Philosoph Karl Popper.

## Philosophie der Biologie
Dupré ist zudem ein bedeutender Kritiker „biologistischer“ Forschungsprogramme in den Lebenswissenschaften. Die Kritik bezieht sich insbesondere auf den Versuch, das menschliche Handeln, Denken und Fühlen durch evolutionsbiologische Theorien zu erfassen, wie es etwa in der Soziobiologie und der evolutionären Psychologie versucht wird. Dupré meint, dass solche Projekte notwendig hoch spekulativ bleiben müssen und daher oft eher die Vorurteile der Forscher widerspiegeln als Sachverhalte in der Welt.
Ein anderer Kritikpunkt Duprés betrifft den Umgang mit biologischer Taxonomie. Nach Dupré werden die biologischen Klassifikationen erst von Menschen gemacht und werden nicht in der Welt vorgefunden. Sie stehen somit der Kritik und Modifikation offen. Dies gilt insbesondere auch für die Klassifikationen von Menschen – etwa nach „Rasse“ oder Geschlecht.

## Ehrungen
2010 wurde er zum Fellow der American Association for the Advancement of Science gewählt, 2020 als internationales Ehrenmitglied in die American Academy of Arts and Sciences, 2023 zum Mitglied der American Philosophical Society.

## Werke
- Darwins Vermächtnis. Die Bedeutung der Evolution für die Gegenwart des Menschen („Darwins Legacy“). Suhrkamp, Frankfurt/M. 2005, ISBN 3-518-58432-4.
- The Disorder of Things. Metaphysical foundations of the disunity of science.  Harvard University Press, Cambridge (Massachusetts) 1993, ISBN 0-674-21260-6. Google-Books-Vorschau
- Human Nature and the Limits of Science. Clarendon Press, Oxford 2003, ISBN 0-19-924806-0.
- Humans and Other Animals. Clarendon Press, Oxford 2002, ISBN 0-19-924709-9.
- Nicholson, Daniel J., and John Dupré. Everything flows: Towards a processual philosophy of biology. Oxford University Press, 2018.